# Iochroma salpoanum
Iochroma salpoanum är en potatisväxtart som beskrevs av S.Leiva och Lezama. Iochroma salpoanum ingår i släktet Iochroma och familjen potatisväxter. Inga underarter finns listade i Catalogue of Life.